# Super League (India)
La Indian Super League (ISL), ufficialmente nota come Hero Indian Super League per ragioni di sponsorizzazione, è la massima divisione professionistica del campionato indiano di calcio maschile.
Il torneo è stato istituito il 21 ottobre 2013 con l'obiettivo di favorire la crescita del calcio in India. La prima edizione del campionato è iniziata nell'ottobre 2014 con la partecipazione di 8 squadre e si è chiusa nel dicembre dello stesso anno. Nelle prime tre stagioni la Super League indiana non ha avuto il riconoscimento ufficiale dell'AFC, l'organo di governo del calcio continentale. Prima della stagione 2017-2018 la partecipazione al torneo è stata allargata a 10 squadre, con partite giocate nell'arco di sei mesi e riconoscimento dell'AFC.
La squadra più titolata del torneo è l'ATK, che ha vinto 3 campionati.

## Formula del torneo
Al campionato partecipano 13 squadre indiane. La prima fase è la stagione regolare, in cui ogni squadra disputa 22 partite, 11 in casa e 11 fuori in un girone all'italiana. Le prime sei squadre si qualificano direttamente ai play-off.
Le sei squadre così qualificate ai play-off si scontrano per stabilire la vincitrice del campionato. Le qualificate si scontrano in una partita unica che determinerà chi passerà alle semifinali e chi invece finirà il percorso del campionato (6° contro 3° e 4° contro 5°). Le squadre semifinaliste si scontrano in 2 partite (andata e ritorno), mentre la finale è in gara unica. Il campionato si svolge tra ottobre e marzo.

### Accessi e promozioni
- La prima classificata accede direttamente alla fase a gironi dell'AFC Champions League.
- Le prime 6 in classifica accedono direttamente alla fase a eliminazione diretta della Super Cup.
- Dal 7º al 10º posto in classifica accedono invece alla fase di qualificazioni della Super Cup.
- Dal campionato I-League 2022-2023, la squadra campione ha accesso alla ISL.
- Dal campionato 2023-24 di ISL, la ultima classificata verrà retrocessa in I-League. Inoltre le prime 2 classificate avranno accesso alle qualificazioni della SAFF Club Championship.

## Storia

### L'origine della Lega (2013-2016)
La Indian Super League (ISL) fu fondata il 21 ottobre 2013 con l'obiettivo di sviluppare la pratica del calcio in India e rendere il calcio indiano maggiormente competitivo a livello mondiale. La Super League indiana segue lo schema adottato negli Stati Uniti (NASL, MLS, NBA) ed è strutturata con un sistema a franchigie composto da 8 squadre create appositamente per partecipare al torneo.

### L'estensione della Lega (2017-attuale)
L'11 maggio 2017 fu annunciato dal Football Sports Development, il dipartimento che organizza l'Indian Super League, che sarebbero state inoltrate proposte a varie città indiane per la formazione di nuove squadre da aggregare alla stagione 2017. Le offerte riguardavano dieci città: Ahmedabad, Bangalore, Cuttack, Durgapur, Hyderabad, Jamshedpur, Kolkata, Ranchi, Siliguri e Thiruvananthapuram.
Il 25 maggio 2017 fu annunciato che il tempo per l'invio delle richieste per l'ammissione di nuove squadre era terminato e che una commissione esterna, nominata dalla lega, avrebbe visionato le offerte pervenute. Due settimane dopo, il 12 giugno, fu comunicato che il Bengaluru Football Club (per la città di Bengaluru) e Tata Steel (per la città di Jamshedpur) avevano vinto le selezioni.
Il 14 luglio 2017 il Tata Steel annunciò l'ingaggio dell'allenatore Steve Coppell. Nove giorni dopo, il 23 luglio, prima dell'ISL Players Draft, furono rivelati il nome ufficiale e il logo della squadra: il club fu ridenominato Jamshedpur, Mentre il Bengaluru lasciò la I-League per partecipare a questo campionato.
Nel 2019 rimase invariato il numero delle squadre partecipanti (10), in quanto il Pune City sciolse la società, ma fu venduto e cambiò luogo e nome, diventando Hyderabad, mentre il Delhi Dynamos cambiò sede e nome in Odisha.
Nel 2020 il campionato fu allargato a 11 squadre partecipanti. Il 10 luglio 2020 l'ATK si fuse con il Mohun Bagan, dando vita al club denominato ATK Mohun Bagan, con presentazione della nuova società e del nuovo logo, mentre da settembre l'East Bengal fu la seconda squadra (dopo il Bengaluru) che lasciò l'I-League per l'ISL.

### Novità promozioni/retrocessioni e campionato di alto livello
Come da tabella di marcia del governo calcistico indiano, la Super League indiana diventò l'unica lega calcistica di alto livello del paese dalla stagione 2022-2023, stagione nella quale furono introdotte le retrocessioni dalla Super League e le promozioni dalla I-League. Dalla stagione 2022-2023 la squadra vincitrice della I-League viene promossa nella Indian Super League, viceversa, dalla stagione 2023-2024, l'ultima classificata della Super League retrocederà in I-League.

### Qualificazione alle competizioni AFC
Nel luglio 2017 l'All India Football Federation (AIFF) chiese all'Asian Football Confederation (AFC) che alla squadra campione stagionale della Super League indiana (ISL) fosse concesso un posto nella Coppa dell'AFC, la competizione confederale per club di seconda fascia. Il 25 luglio 2017 l'AFC approvò la proposta dell'AIFF, sicché dalla stagione 2017-2018 i campioni della Indian Super League sono stati autorizzati a partecipare alla Coppa dell'AFC, con ingresso nelle fasi di qualificazione della competizione.
Nella Coppa dell'AFC 2018 il Bengaluru è diventato il primo club della Super League indiana a partecipare alle competizioni AFC. Il club si è qualificato vincendo la Federation Cup la stagione precedente come squadra della I-League, prima di passare all'ISL.
Il 19 febbraio 2020 il Goa è diventato il primo club indiano a qualificarsi alla fase a gironi dell'AFC Champions League, terminando al primo posto la fase a gironi della stagione 2019-2020 di Super League. Nel frattempo il vincitore dei play-off dell'ISL ha ottenuto un posto nei play-off di qualificazione alla Coppa dell'AFC.

## Partecipanti

### Attuali
| Club            | Città       | Stadio                            | Capacità | Fondazione         | Esordio   | Note                                |
| --------------- | ----------- | --------------------------------- | -------- | ------------------ | --------- | ----------------------------------- |
| Bengaluru       | Bengaluru   | Sree Kanteerava Stadium           | 24000    | 2013               | 2017      | Passaggio dall'I-League             |
| Chennaiyin      | Chennai     | Marina Arena                      | 40000    | 2014               | 2014      |                                     |
| East Bengal     | Calcutta    | Salt Lake Stadium                 | 85000    | 1920               | 2020-2021 | Passaggio dall'I-League             |
| FC Goa          | Goa         | Fatorda Stadium                   | 19800    | 2014               | 2014      |                                     |
| Hyderabad       | Hyderabad   | GMC Balayogi Stadium              | 30000    | 2019               | 2019-2020 |                                     |
| Inter Kashi     | Varanasi    | Kalyani Stadium                   | 20000    | 2023               | 2025-2026 | Promozione dalla I-League 2024-2025 |
| Jamshedpur      | Jamshedpur  | JRD Tata Sports Complex           | 60000    | 2017               | 2017      |                                     |
| Kerala Blasters | Kochi       | Jawaharlal Nehru Stadium di Kochi | 50000    | 2014               | 2014      |                                     |
| Mohammedan      | Calcutta    | Kishore Bharati Krirangan         | 85000    | 1891               | 2024-2025 | Promozione dalla I-League 2023-2024 |
| Mohun Bagan SG  | Calcutta    | Salt Lake Stadium                 | 8500     | 2020               | 2020-2021 |                                     |
| Mumbai City     | Mumbai      | DY Patil Stadium                  | 55000    | 2014               | 2014      |                                     |
| NorthEast Utd   | Guwahati    | Indira Gandhi Athletic Stadium    | 35000    | 2014               | 2014      |                                     |
| Odisha          | Bhubaneswar | Kalinga Stadium                   | 15000    | 2014 (2019 Odisha) | 2014      | Ex Delhi Dynamos                    |
| Punjab FC       | SAS Nagar   | Tau Devi Lal Stadium              | 12000    | 2005               | 2023-2024 | Promozione dalla I-League 2022-2023 |

### Passate
| Club          | Città    | Stadio                                  | Fondazione | Esordio | Scioglimento | Note                                                                                    |
| ------------- | -------- | --------------------------------------- | ---------- | ------- | ------------ | --------------------------------------------------------------------------------------- |
| ATK           | Calcutta | Rabindra Sarobar Stadium                | 2014       | 2014    | 2020         | Fusione con il Mohun Bagan                                                              |
| Delhi Dynamos | Delhi    | Jawaharlal Nehru Stadium (fino al 2019) | 2014       | 2014    | 2019         | Sede della società spostata a Bhubaneswar e squadra rinominata in Odisha Football Club. |
| Pune City     | Pune     | Balewadi Stadium                        | 2014       | 2014    | 2019         | Squadra venduta e diventata Hyderabad Football Club.                                    |

### Evoluzione della lega
Il format del campionato non prevede un sistema di promozioni e retrocessioni.
- 2014: Prima stagione, otto squadre partecipanti: Atlético de Kolkata, Chennaiyin, Delhi Dynamos, FC Goa, Kerala Blasters, Mumbai City, NorthEast Utd e Pune City.
- 2017: Dieci partecipanti, con l'ingresso di Bengaluru proveniente dalla I-League e il Jamshedpur.
- 2019: Invariato a dieci squadre partecipanti con lo scoglimento del F.C Pune City e l'ingresso dell'Hyderabad.
- 2020: Undici squadre partecipanti con la fusione tra ATK e il Mohun Bagan, che formano la nuova squadra ATK Mohun Bagan e il passaggio dell'East Bengal dall'I-League.
- 2023: Dodici squadre, con l'ingresso del Punjab in quanto promosso dalla I-League.
- 2024: Tredici squadre, con l'ingresso del Mohammedan in quanto promosso dalla I-League.

## Aspetti organizzativi

### Il trofeo
Il trofeo della Indian Super League è stato presentato il 5 ottobre 2014 da Nita Ambani, fondatrice e presidente di Football Sports Development. All'occasione per la presentazione dei trofei, la signora Ambani ha detto: "È un giorno importante per tutti noi oggi, mentre sto di pari passo con le leggende del calcio del mondo per svelare l'orgoglio della Indian Super League. Poiché questi modelli hanno ispirato centinaia di migliaia di giocatori in tutto il mondo, sono sicuro che il trofeo ISL sarà anche un simbolo di aspirazione per molti giovani in un'India emergente".
Progettato da Frazer e Haws, il trofeo è alto 26 pollici. Il logo sulla fascia superiore ha i colori ISL assegnati ad esso e le maniglie sono ornatamente scolpite e impreziosite da 24 carati dorati dorati per infondere un senso di orgoglio, quando tenuto.
Alla fine della stagione vengono inoltre assegnati:
- Golden Boot (Al miglior marcatore)
- Golden Glove (Al miglior portiere)
- Winning Pass of the League
- Hero of the League
- Emerging Player of the League (Al giocatore emergente della lega).

## Albo d'oro

### Titoli per stagione
| Stagione  | Campione            | Risultato     | Finalista       | Sede della finale                 | League Winners Shield |
| --------- | ------------------- | ------------- | --------------- | --------------------------------- | --------------------- |
| 2014      | Atlético de Kolkata | 1-0           | Kerala Blasters | DY Patil Stadium (Mumbai)         | Non Assegnato         |
| 2015      | Chennaiyin          | 3-2           | FC Goa          | Fatorda Stadium (Margao)          | Non Assegnato         |
| 2016      | Atlético de Kolkata | 1-1 (4-3 dtr) | Kerala Blasters | Jawaharlal Nehru Stadium, (Kochi) | Non Assegnato         |
| 2017-2018 | Chennaiyin          | 3-2           | Bengaluru       | Salt Lake Stadium, (Kolkata)      | Non Assegnato         |
| 2018-2019 | Bengaluru           | 1-0 (dts)     | FC Goa          | Mumbai Football Arena, (Mumbai)   | Non Assegnato         |
| 2019-2020 | ATK                 | 3-1           | Chennaiyin      | Fatorda Stadium, (Margao)         | FC Goa                |
| 2020-2021 | Mumbai City         | 2-1           | ATK Mohun Bagan | Fatorda Stadium, (Margao)         | Mumbai City           |
| 2021-2022 | Hyderabad           | 1-1 (3-1 dtr) | Kerala Blasters | Fatorda Stadium, (Margao)         | Jamshedpur            |
| 2022-2023 | ATK Mohun Bagan     | 2-2 (4-3 dtr) | Bengaluru       | Fatorda Stadium, (Margao)         | Mumbai City           |
| 2023-2024 | Mumbai City         | 3-1           | Mohun Bagan SG  | Salt Lake Stadium, (Calcutta)     | Mohun Bagan SG        |
| 2024-2025 | Mohun Bagan SG      | 2-1 (dts)     | Bengaluru       | Salt Lake Stadium, (Calcutta)     | Mohun Bagan SG        |
| 2025-2026 |                     |               |                 |                                   |                       |

### Titoli per squadra
| Squadra        | Titoli | Anni                  |
| -------------- | ------ | --------------------- |
| ATK            | 3      | 2014, 2016, 2019-2020 |
| Chennaiyin     | 2      | 2015, 2017-2018       |
| Mumbai City    | 2      | 2020-2021, 2023-2024  |
| Mohun Bagan SG | 2      | 2022-2023, 2024-2025  |
| Bengaluru      | 1      | 2018-2019             |
| Hyderabad      | 1      | 2021-2022             |

### Titoli League Winners' Shield
Il trofeo viene assegnato a partire dalla stagione 2019-2020
In grassetto l'anno in cui la squadra ha vinto anche la stagione.
| Squadra        | Titoli | Anni                 |
| -------------- | ------ | -------------------- |
| Mumbai City    | 2      | 2020-2021, 2022-2023 |
| Mohun Bagan SG | 2      | 2023-2024, 2024-2025 |
| FC Goa         | 1      | 2019-2020            |
| Jamshedpur     | 1      | 2021-2022            |

## Andamento delle partecipanti
| 1° | Vincitore     | Vincitore     | Vincitore     | Vincitore     | Vincitore     | Vincitore     |
| 2° | Finalista     | Finalista     | Finalista     | Finalista     | Finalista     | Finalista     |
| SF | Semifinalista | Semifinalista | Semifinalista | Semifinalista | Semifinalista | Semifinalista |

| Squadra                 | 14  | 15 | 16 | 18  | 19  | 20               | 21               | 22               | 23               | 24               | 25               | 26               | Partecipazioni totali |   |
| ----------------------- | --- | -- | -- | --- | --- | ---------------- | ---------------- | ---------------- | ---------------- | ---------------- | ---------------- | ---------------- | --------------------- | - |
| Squadra                 | ATK | 1° | SF | 1°  | 9°  | 6°               | 1°               | Non più presente | Non più presente | Non più presente | Non più presente | Non più presente | Non più presente      | 6 |
| Bengaluru               | -   | -  | -  | 2°  | 1°  | SF               | 7°               | 6°               | 2°               | 10°              | 2°               | -                | 8                     |   |
| Chennaiyin              | SF  | 1° | 7° | 1°  | 10° | 2°               | 8°               | 8°               | 8°               | 6°               | 11               | -                | 11                    |   |
| Delhi Dynamos           | 5°  | SF | SF | 8°  | 8°  | Non più presente | Non più presente | Non più presente | Non più presente | Non più presente | Non più presente | Non più presente | 5                     |   |
| East Bengal             | -   | -  | -  | -   | -   | -                | 9°               | 11°              | 10°              | 8°               | 9°               | -                | 5                     |   |
| FC Goa                  | SF  | 2° | 8° | SF  | 2°  | SF               | SF               | 9°               | 7°               | SF               | SF               | -                | 11                    |   |
| Hyderabad               | -   | -  | -  | -   | -   | 10°              | 5°               | 1°               | SF               | 12°              | 12°              | -                | 6                     |   |
| Inter Kashi             | -   | -  | -  | -   | -   | -                | -                | -                | -                | -                | -                | -                | 0                     |   |
| Jamshedpur              | -   | -  | -  | 5°  | 5°  | 8°               | 6°               | SF               | 9°               | 11°              | SF               | -                | 8                     |   |
| Kerala Blasters         | 2°  | 8° | 2° | 6°  | 9°  | 7°               | 10°              | 2°               | 5°               | 5°               | 8°               | -                | 11                    |   |
| Mohammedan              | -   | -  | -  | -   | -   | -                | -                | -                | -                | -                | 13°              | -                | 1                     |   |
| Mohun Bagan Super Giant | -   | -  | -  | -   | -   | -                | 2°               | SF               | 1°               | 2°               | 1°               | -                | 5                     |   |
| Mumbai City             | 7°  | 6° | SF | 7°  | SF  | 5°               | 1°               | 5°               | SF               | 1°               | 6°               | -                | 11                    |   |
| NorthEast Utd           | 8°  | 5° | 5° | 10° | SF  | 9°               | SF               | 10°              | 11°              | 7°               | 4°               | -                | 11                    |   |
| Odisha                  | -   | -  | -  | -   | -   | 6°               | 11°              | 7°               | 6°               | SF               | 7°               | -                | 6                     |   |
| Pune City               | 6°  | 7° | 6° | SF  | 7°  | Non più presente | Non più presente | Non più presente | Non più presente | Non più presente | Non più presente | Non più presente | 5                     |   |
| Punjab                  | -   | -  | -  | -   | -   | -                | -                | -                | -                | 9°               | 10°              | -                | 2                     |   |

## Partnership
- L'Indian Super League ha una partnership strategica con la Premier League inglese.[25][26]
- L'ISL ha annunciato una partnership storica con Terra Virtua Limited, con sede a Londra, per lanciare il suo esclusivo NFT come oggetto da collezione digitali prima della stagione 2021-22..[27]

- Il 26 ottobre 2021 l'Indian Super League e la principale società di eSport dell'Asia meridionale NODWIN Gaming hanno annunciato il lancio di eISL, una collaborazione tra Hero Indian Super League, e EA Sports. È diventata la prima major league sportiva del paese ad avventurarsi nel gioco competitivo.[28]